# S complicata
Nella grammatica italiana, la locuzione S complicata (o s impura o
preconsonantica) indica genericamente il caso grafico in cui la lettera S precede, all'interno della stessa parola, un'altra lettera consonantica; ad esempio:
- scoglio - a inizio parola
- maestra - in mezzo alla parola

è dubbio, invece, se sia legittimo parlare di s complicata, nei casi in cui, oltre a precedere una consonante, appartiene addirittura a gruppo grafemico ben preciso, dove perde il suo valore fonologico originario ([s] o [z]) per concorrere a indicare il suono [ʃ]. Nei casi SC e SCI, infatti, il valore "autonomo" della lettera s scompare del tutto.

## Fonologia, grafica e grammatica
Il concetto della s impura è piuttosto aspecifico, non ha fondamento su basi teoriche che non siano prettamente consuetudinarie.
In fonologia non corrisponde ad alcun fenomeno fonetico ed è quindi un concetto prettamente grammaticale, individuato su basi puramente grafiche, utilizzato per sintetizzare diverse convenzioni e regole grammaticali o ortografiche, pur trovando in alcune di esse una giustificazione a livello fonologico.
Contrariamente agli insegnamenti scolastici, la S di questi casi appartiene fonologicamente alla sillaba che la precede: 
scoglio si pronuncia /s.kɔʎ.ʎo/
maestra si pronuncia /ma.ɛs.tra/
e questo in parte giustifica anche la regola grammaticale che vuole che prima della esse impura gli articoli maschili debbano essere non il e un, ma lo e uno per non violare la naturale ritmica dell'italiano.
lo scoglio /lo‿s.kɔ.ʎʎo/
uno scoglio /u.no‿s.kɔ.ʎʎo/
Anticamente, non potendosi modificare sempre la parola precedente, si usava lo stratagemma stilistico della i prostetica.
Da un punto di vista grammaticale invece, la s impura rappresenta un concetto chiave per semplificare e sintetizzare determinate regole ortografiche; nella sillabazione per l'"andare a capo" la regola è usata, per esempio, affermando che la s impura fa sempre parte della sillaba che segue, ragion per cui si possono avere divisioni del tipo «sco-glio» o «ma-e-stra» con la s che deve sempre essere messa a capo.
In questo caso la regola non pone problemi neanche quando indica il fono [ʃ] nei composti SC e SCI in quanto, sempre per un'altra convenzione ortografica, i digrammi e trigrammi non si dividono. La regola della s impura quindi si rivela come un mezzo di sintesi per la sillabazione senza dover specificare troppi casi particolari.